# مولد الميثان

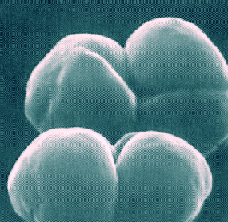

مولدات الميثان (بالإنجليزية: Methanogen)‏ هي الكائنات الدقيقة التي تنتج غاز الميثان كمنتج ثانوي الأيض في ظروف نقص الأكسجين. وتصنف على أنها من البكتيريا أو البكتيريا القديمة، وكلاهما لهم نفس النطاق. وهي شائعة في الأراضي الرطبة، حيث أنها هي المسؤولة عن غاز الميثان في المستنقعات، والجهاز الهضمي للحيوانات مثل المجترات والبشر، حيث أنها مسؤولة عن محتوى الميثان في الحيوانات المجترة والتجشؤ وانتفاخ البطن في البشر. وفي الرواسب البحرية يقتصر الإنتاج البيولوجي من الميثان التي يطلق عليها أيضا مولدات الميثان عموما إلى حيث تنضب الكبريتات، تحت الطبقات العليا. وعلاوة على ذلك، العتيقة(الأثريات) ميثان تلعب دورا لا غنى عنه في مياه الصرف الصحي والمعالجة اللاهوائية. وهناك نوع آخر من القاسية وجدت في بيئات مثل الينابيع الساخنة والغواصات المائية وكذلك في الصخر «صلبة» من القشرة الأرضية، كما تحت سطح الأرض. وينبغي عدم الخلط مع ميثانوتروفس التي تستهلك بدلا الميثان لمتطلبات الكربون والطاقة.

## الوصف الخارجي
عادة ما تكون مكوراتي (كروية) أو عصيات (قضيبة الشكل). هناك أكثر من 50 نوعا من المولدات، والتي لا تشكل مجموعة التفرد، على الرغم من كل مولدات تنتمي إلى الأركيا (الأثريات). وهم الكائنات اللاهوائية و لا يمكن أن تعمل في الظروف الهوائية. فهي حساسة جدا لوجود الأكسجين حتى على مستوى التتبع. عادة، لا يمكن الحفاظ على الإجهاد الأكسجين لفترة طويلة. ومع ذلك، الرزمية باركيري ميثانوسارسينا استثنائية في امتلاك انزيم فوق أكسيد الدسموتاز، ويمكن أن يعيش لفترة أطول من الآخرين في وجود الأكسجين. بعض مولدات، تسمى هيدروجينوتروفيك، واستخدام غاز ثاني أكسيد الكربون (CO2 ) كمصدر من الكربون، والهيدروجين كعامل مختزل.
ويمكن التعبير عن الحد من ثاني أكسيد الكربون إلى غاز الميثان في وجود الهيدروجين على النحو التالي :
CO2 + 4 H2 → CH4 + H2O 2
بعض من ثاني أكسيد الكربون هو يتفاعل مع الهيدروجين لإنتاج غاز الميثان، مما يخلق التدرج الكهروكيميائية عبر غشاء الخلية، وتستخدم ل توليد ثلاثي فوسفات الأدينوسين (طاقة) من خلال تناضح كيميائي .
في المقابل، والنباتات والطحالب استخدام المياه كعامل مختزل.ومولدات تفتقر للببتيدوغليكان، البوليمر التي وجد في جدران الخلايا من البكتيريا ولكن ليس في تلك الأركيا .

## البيئات القاسية
مولدات المنتجة للميثان تلعب دورا حيويا في البيئات الايكولوجية اللاهوائي لإزالة الهيدروجين والتخمير والمنتجات الفائضة التي تم إنتاجها من قبل غيرها من أشكال التنفس اللاهوائي. تزدهر مولدات المنتجة للميثان عادة في البيئات التي يقبلون الإلكترون ما عدا ثاني أكسيد الكربون ( مثل الأكسجين، و النترات فيريسيرون، (الحديد (III) ، وكبريتات ) قد استنفدت . في صخور بازلتية عميقة بالقرب من التلال منتصف المحيط ، فإنها يمكن الحصول على الهيدروجين بهم من رد فعلسيربينتينيسيشن من الزبرجد الزيتوني كما لوحظ في مجال المياه الحارة من المدينة المفقودة .
انهيار الحراري للمياه والإشعاعي المياه هي مصادر محتملة أخرى من الهيدروجين .
مولدات من العوامل الرئيسية لإعادة التمعدن من الكربون العضوي في الرواسب القارية والرواسب المائية الأخرى مع ارتفاع معدلات الترسيب والرواسب عالية المادة العضوية . في ظل الظروف الصحيحة من الضغط ودرجة الحرارة، ويمكن الميثان الاحيائية تتراكم في ودائع هائلة من مركبات الميثان، والتي تمثل جزءا كبيرا من الكربون العضوي في الرواسب القارية وتمثل مستودعا رئيسيا لغازات الاحتباس الحراري القوية .
وقد اقترح بعض العلماء أن وجود غاز الميثان في الغلاف الجوي المريخ قد يكون مؤشرا مولدات الأم على هذا الكوكب .
ترتبط ارتباطا وثيقا مولدات هي المؤكسدات اللاهوائي الميثان، التي تستخدم غاز الميثان باعتبارها الركيزة بالتزامن مع الحد من كبريتات ونترات . معظم مولدات على المنتجين ذاتية التغذية ، ولكن تلك التي يتم أكسدة - CH3COO تصنف في عداد تشيموتروف بدلا من ذلك.

## علم الجينوم المقارن والتوقيعات الجزيئية
وقد أدى مقارنة التخليل الجيني لتحديد 31 البروتينات والتي تكون محددة لمولدات الميثان (المعروف أيضا باسم ميثانوارتشايوتا). ترتبط معظم هذه البروتينات لتوليد الميثان، وأنه يمكن أن تكون بمثابة الواسمات الجزيئية المحتملة لمولدات . بالإضافة إلى ذلك، 10 البروتينات الموجودة في جميع مولدات التي يتم مشاركتها من قبل أرتشايوجلوبوس، تشير إلى أن هاتين المجموعتين هي ذات الصلة. وفي أشجار النشوء والتطور، والمولدات ليست متفرده وتنقسم عموما إلى ثلاث بالمنظومة.، وبالتالي، فإن وجود مشتركة فريدة من أعداد كبيرة من البروتينات جميع مولدات قد يكون عائدا لنقل الجينات الأفقي.

## أيض التخمر
على الرغم من أن معظم الميثان الاحيائية البحرية هو نتيجة لغاز ثاني أكسيد الكربون المختزل، مشتق كمية صغيرة من خلات (CH3COO) التخمير.
في مسار التخمير، وحامض الخليك يخضع لتفاعل تطافر لإنتاج غاز الميثان وثاني أكسيد الكربون: .
CH3COO-+ H + → CH4 + CO2 = -36 ° ΔG كيلو غرام / رد فعل
يتم تحفيز رد الفعل هذا ديسبروبورتيونيشن إنزيمي. يتم نقل الإلكترون واحد من وظيفة الكربونيل (المانحة) من المجموعة الكربوكسيلية إلى مجموعة الميثيل (متقبله) من حمض الخليك لإنتاج CO2 وغاز الميثان على التوالي.
ويشار إلى أن يقوض العتيقة خلات للحصول على الطاقة لأسيتوتروفيك كما أو أسيتيكلاستيك. العتيقة ميثيلوتروفيك استخدام مركبات ميثليته مثل الميثايلمين، والميثانول، وكذلك ميثانيثيول.